# Championnat du monde d'échecs 1961

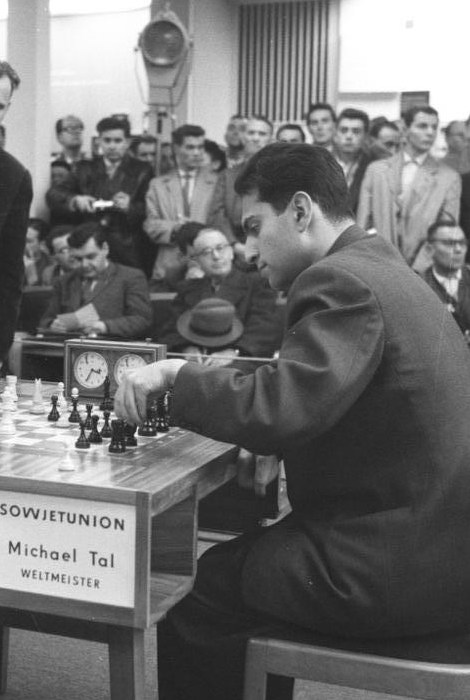
Mikhail Tal.

Le Championnat du monde d'échecs 1961 a vu s'affronter le tenant du titre, Mikhail Tal, et Mikhail Botvinnik à Moscou du 23 mars au 20 mai 1961. Botvinnik l'a emporté.

## Résultats
Le match s'est joué au meilleur des 24 parties. En cas d'ex æquo, le champion sortant gardait son titre.
|                   | 1 | 2 | 3 | 4 | 5 | 6 | 7 | 8 | 9 | 10 | 11 | 12 | 13 | 14 | 15 | 16 | 17 | 18 | 19 | 20 | 21 | Points |
| ----------------- | - | - | - | - | - | - | - | - | - | -- | -- | -- | -- | -- | -- | -- | -- | -- | -- | -- | -- | ------ |
| Mikhail Botvinnik | 1 | 0 | 1 | ½ | ½ | ½ | 1 | 0 | 1 | 1  | 1  | 0  | 1  | ½  | 1  | ½  | 0  | 1  | 0  | ½  | 1  | 13     |
| Mikhail Tal       | 0 | 1 | 0 | ½ | ½ | ½ | 0 | 1 | 0 | 0  | 0  | 1  | 0  | ½  | 0  | ½  | 1  | 0  | 1  | ½  | 0  | 8      |